# 소총수

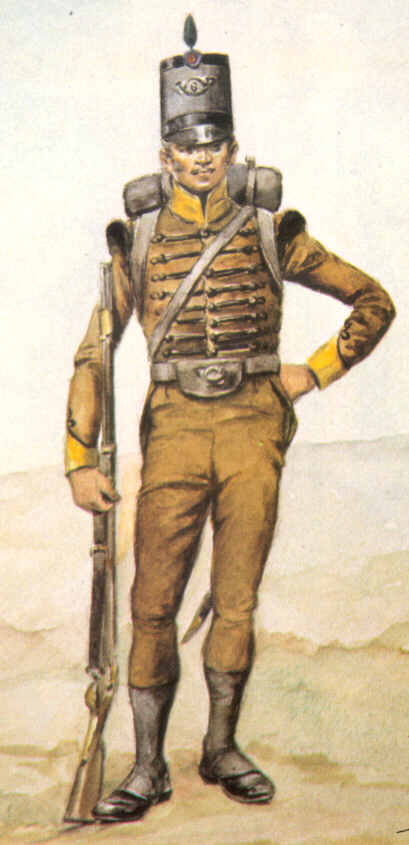
1811년 포르투갈 소총수.

소총수(小銃手, 영어: rifleman 라이플맨[*])이란 17세기까지의 총사와 스트렐치를 계승한, 18세기의 라이플 무장 보병 병과이다. 그 이후에는 전형적인 일반 보병을 가리키는 용어가 되었다.

## 같이 보기
- 제식소총
- 돌격소총
- 전투소총
- 저격수
- 엽기병
- 척탄병
- 산병